# Alfar romano del Cerro de Ceuta
El alfar romano del Cerro de Ceuta se encuentra a dos kilómetros del casco urbano de Puerto Real, en la provincia de Cádiz (España). Con sus 53 m (metros) de cota máxima, preside el fondo de saco de la bahía gaditana, desde San Fernando hasta Rota, siendo la mayor elevación del litoral puertorrealeño. Estas características, elevación y visibilidad, le convierten en un lugar óptimo para el asentamiento humano y para la existencia, por tanto, de vestigios arqueológicos. De época moderna, se conserva una noria, un horno cerámico de planta rectangular y las ruinas de un caserío.
Durante la Guerra del Francés, con motivo de la ocupación francesa de Puerto Real, se instaló en el Cerro de Ceuta una batería que formaba parte del sistema ofensivo francés frente a Cádiz, batería destruida una vez retirado el ejército enemigo.
Otros vestigios de la actividad humana en el cerro son los conocidos «barreros», canteras de extracción de arcillas explotadas hasta principios de este siglo. Estos «barreros» probablemente hayan sido un lugar tradicional de aprovisionamiento de barro para las alfarerías de la zona ya desde la antigüedad. Actualmente, existen instalaciones destinadas al abastecimiento de agua de las zonas urbanas próximas, destacando un gran depósito. Estos vestigios de la actividad humana han incitado estudiar con detenimiento el lugar, con el resultado de la localización de, al menos, dos hornos de fabricación de ánforas de época romana, descritos en este artículo.

## Localización y descripción

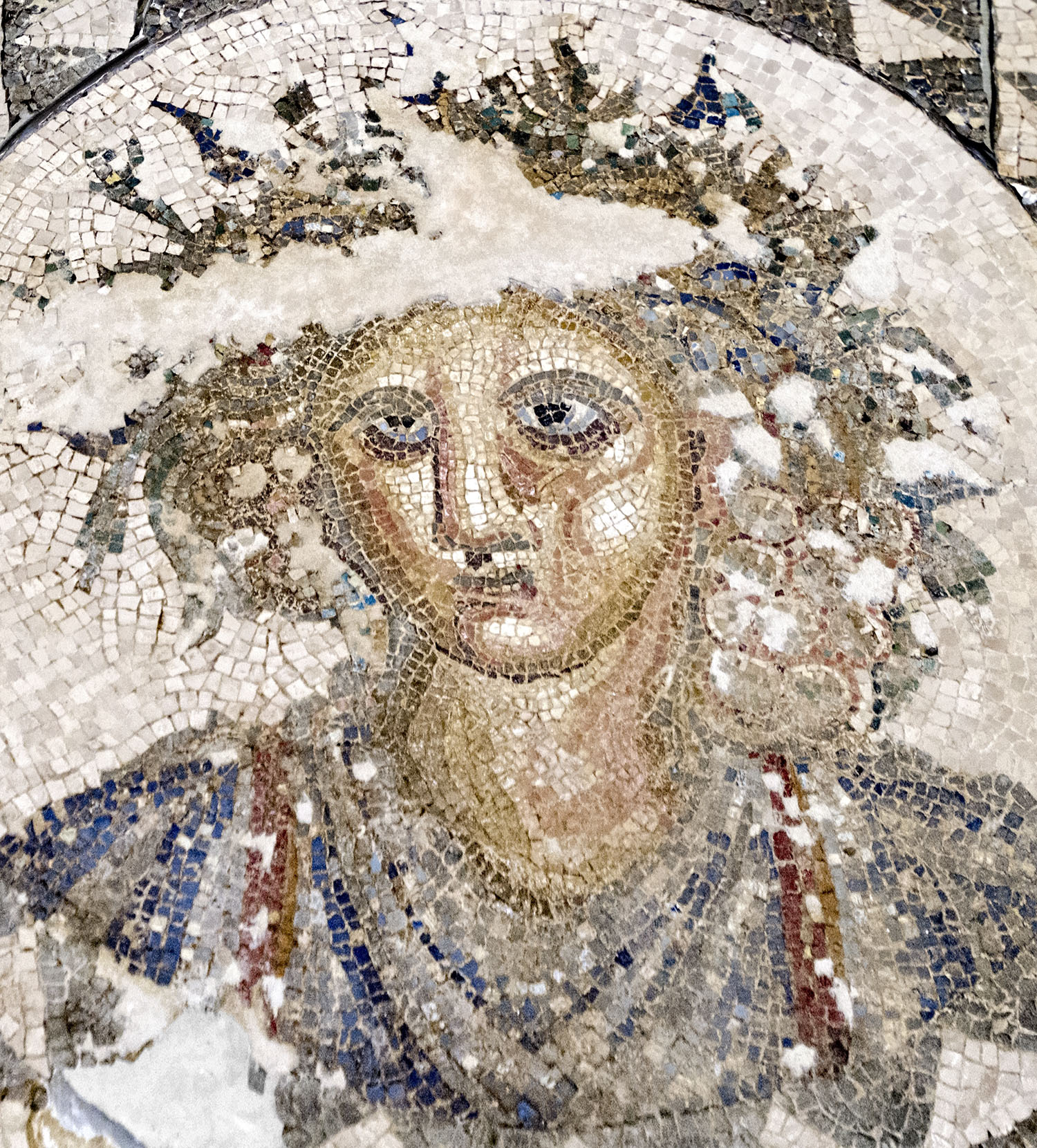
Mosaico de Baco, hallado en el entorno geográfico de Puerto Real.

Una inspección detenida de la cima del cerro permite aproximar a la distribución de los restos arqueológicos que allí se encuentran. Se pueden distinguir diferentes ámbitos:
- Área de producción, definida por la existencia de dos hornos cerámicos.
- Área de habitación, donde se ubicaban los restos de una villa, destruida por una cantera.
- Área de extracción de materia prima.

### Área de producción
A diferencia de otros yacimientos de la zona, este del Cerro de Ceuta no sufre la labor del arado, lo que limita la aparición de restos en superficie. No obstante, la concentración, disposición y composición de los restos materiales, situados en torno a dos zonas concretas, permiten delimitar la posible existencia y localización de dos hornos.

#### Horno 1
Queda delimitado por la disposición de una escombrera en torno a una depresión circular de unos 8 m de diámetro. Debió verse afectado parcialmente por la instalación de los depósitos de agua contiguos. Parte de la escombrera ha sido puesta al descubierto por las obras realizadas en un caserío cercano, lo que ha permitido recoger datos completos, pues lo existente en superficie estaba extremadamente fragmentado y rodado. En el corte existente, se ha podido apreciar la presencia de cenizas, adobes, fallos de cocción, mezclado todo ello con abundantes fragmentos cerámicos, elementos todos ellos propios de los desechos del proceso de producción. Estos elementos confirman la existencia de estos hornos, intuidos solo en superficie.

#### Horno 2
No tan claramente apreciable como el anterior, por la ausencia de depresión en el terreno, así como por no haber sido afectado por remoción de tierra alguna. Solo la presencia de una concentración de fragmentos cerámicos, claramente separada de la anterior, con una tendencia igualmente circular, permite suponer la existencia de este segundo horno.

### Área de habitación
Probablemente asociada a los hornos anteriores, su destrucción ha impedido conectar ambos ámbitos. Aunque aparece recogida por María Josefa Jiménez Cisneros, cierta confusión y falta de claridad en la información invalida la mayor parte de los datos recopilados.

### Área de extracción de arcillas
Esta área conformada por los denominados «barreros» debió de ser una zona tradicional para este fin. Aunque su explotación perduró hasta este siglo, hubo de surtir de materia prima a las alfarerías de Puerto Real y es lógico pensar que su explotación comenzase con la instalación de la alfarería romana en sus proximidades, extremo que solo los oportunos análisis de pastas permiten confirmar. La continuidad en su explotación sería indicativo de la calidad de sus arcillas.
Los materiales estudiados proceden todos del horno 1 del vertedero afectado por las remociones de tierras. Resaltan su carácter fragmentario que dificulta la labor de establecer los tipos anfóricos que aparecen en dicho testero, además de ofrecer una información parcial y limitada, que solo la excavación sistemática podría ampliar.

### Pastas
Las pastas predominantes son de color rojizo fuerte. También abundan pastas amarillentas, que se tornan verdosas en aquellas piezas pasadas de temperatura. La textura que presentan es homogénea y compacta, con desgrasantes medios en general, aunque a veces aparezcan degradantes gruesos, con carácter intrusivo.

## Vasijas
Predomina la producción de ánforas, aunque existen piezas que permiten suponer la producción, quizás de forma esporádica, de cerámica común.

### Ánforas
- Bocas. Todos los fragmentos de boca recogidos presentan una sección similar.
- Cuello. Por la forma y dimensión de los cuellos cabe diferenciar dos tipos de ánforas: 
  - Una de cuello muy corto (7-8 cm —centímetros—), con un diámetro interior de unos 13 cm.
  - Un segundo tipo, con un cuello más desarrollado (12-14 cm), con un diámetro interior algo menor que la anterior (10 cm).
- Asas. En general cortas, oscilan entre los 13 y 16 cm. De sección oval o aplanada. Presentan un dorso estriado, con una estría profunda en el centro, en sentido longitudinal. Otros ejemplares presentan varias estrías, poco marcadas.
- Pivotes de varios tipos que podrían reducirse a dos:
  - Pivotes macizos de aspecto apuntado o en V.
  - Pivotes huecos, de base plana o en U, presentan variantes con proporciones diferentes.

### Cerámica común
Dos piezas atestiguan la producción de tipos destinados al uso cotidiano, una producción secundaria. La primera pieza documentada es un fragmento de «galbo», de una vasija de grandes proporciones, con una decoración digitada, realizada a base de pellizcos sobre el barro fresco, enmarcados en la parte superior por líneas incisas paralelas. Un segundo fragmento nos permite reconocer una de las vajillas más corrientes: un cuenco de paredes cónicas, carente de decoración.
Se han documentado en el yacimiento dos marcas de alfarero. La primera es una pintada, hecha antes de la cocción sobre un pivote. Y la segunda, un sello aparecido sobre un trozo de galbo. El mal estado y la brevedad de las siglas conservadas impiden cualquier conjetura en tanto no aparezcan nuevos ejemplares.

## Tipos y cronología
Por la escasez y fragmentación del material estudiado, solamente puede ofrecerse una aproximación tipológica, y una aproximación cronológica. La producción anfórica constatada pertenece, siguiendo a Beltrán Lloris, a la serie conocida como «Ánforas Imperiales Españolas». Los tipos reconocibles se adscribirían a la forma I, concretamente a la I-b y la I-c. Estas vasijas están ampliamente documentadas en la zona, donde han sido fechadas en época altoimperial, siglos I-II d. C. Estas ánforas parecen destinadas para el envasado de salazones: garum y otras salsas.
Este alfar romano viene a sumarse a una serie numerosa de alfares que se localizan en la zona de Puerto Real. La porción de tierra está comprendida entre las marismas de Aleta y Cetina, al Norte, y el interior de la Bahía de Cádiz, al Sur, una zona con numerosos alfares romanos.

## Distribución
Se localizan yacimientos situados por debajo de la cota de los 20 m, en una situación que les coloca al pie de una hipotética línea de costa. Como el yacimiento de Villanueva, el de Puente Melchor. Otros, localizados en el interior del actual casco urbano de Puerto Real, como el ubicado bajo la antigua Fábrica Lavalle (destruido sin estudiar), o el excavado por urgencias en la finca «El Gallinero» donde que se han detectado estructuras que parecen corresponder a un horno de planta circular.
Por otra parte, determinados alfares se sitúan sobre la cota de los 40 m: Torrealta, Olivar de los Valencianos, Cantera Lavalle (esta cantera destruyó un yacimiento cuyos restos pueden rastrearse a lo largo de la misma. A juzgar por la distancia que separan los perfiles donde se encuentran los materiales, debió de ser un yacimiento de cierta entidad, equiparable a los mencionados) y el propio Cerro de Ceuta. Ante esta distribución presentada, llama la atención la proximidad de todos los yacimientos a la línea de costa, característica comúnmente aceptada como típica de los alfares romanos de producción anfórica. Sin embargo, algunos se encuentran a una distancia apreciable, tal es el caso de Torrealta, a no menos de 2 km (kilómetros) de la costa.
Por otra parte, el yacimiento objeto de este artículo se sitúa por encima de los 50 m de altitud, con los inconvenientes que esto pueda suponer, tales como transporte, abastecimiento de agua, acarreo de combustible, etc. Si bien es cierto que la proximidad de la costa es un factor de peso a la hora de instalar un alfar, debieron existir otros factores no menos determinantes a la hora de decidir dicha instalación. Parece probable que uno de ellos sea la proximidad de afloramientos de arcillas de cierta calidad, siendo quizá éste el caso del Cerro de Ceuta. Otros factores, como la existencia de combustible abundante en las cercanías, no son por el momento fáciles de establecer.

## Producción
Estos alfares presentan una gran homogeneidad, por la forma de sus hornos en aquellos casos en que se conocen (de planta circular de 6-7 m de diámetro), por la cronología, cuando ha sido establecida, pero básicamente lo que les da esa homogeneidad es su producción anfórica (todos produjeron ánforas de salazones).
A la ya mencionada producción del Cerro de Ceuta, hay que añadir la de los siguientes yacimientos:
- Olivar de los Valencianos.[11] Está constatada la presencia de ánforas de la forma II-a.
- Torrealta.[12] De este yacimiento, ya destruido, se posee de un adecuado estudio tipológico. Es segura la fabricación de ánforas para salazones. Su excavadora lo fechó en la primera mitad del siglo I a. C.
- Villanueva.[12] Formas 7, 8, 10, 11, 14 y 38 de Dressel, (Beltrán I-a, I-b, I-d, II-A-2 y IV). Fechado en la primera mitad del siglo I d. C.
- El Gallinero.[13] Dressel 7 y 8 ( Beltrán Pa y I-b). Fechado en el siglo I d. C.

Toda una producción destinada al envasado de salazones, con una buena delimitación cronológica.

## Conclusiones
La producción anfórica de esta zona pudo deberse al auge de las actividades de pesca y salazón, provocada por la creciente demanda generada por el Imperio, que afectó de manera especial al litoral Atlántico de la península ibérica, en el que se localizan diversos focos de características similares. Si bien no se han documentado hallazgos significativos anteriores al siglo I a. C., ni de época romana ni púnica, en el territorio estudiado, desde el río San Pedro, en el límite con Puerto de Santa María, hasta el caño Zurraque, cercano a San Fernando. En dicha zona no han sido hallados elementos que permitan suponer una tradición en esta actividad, que dé continuidad desde épocas anteriores, como sin embargo sí ocurre en la zona circundante donde los hallazgos de alfares y factorías de salazón se remontan al mundo púnico.
Estas mismas factorías brillan por su ausencia en las inmediaciones de estos alfares, lo que plantea el destino de los envases aquí fabricados. Podría suponerse que la eclosión de esta actividad alfarera se produjo en torno al cambio de era, sin que se asentara sobre unas instalaciones anteriores. De forma paulatina y en el término de Puerto Real fue cubriéndose de instalaciones alfareras, hasta concentrar una cantidad de no menos de veinte yacimientos, algunos de los cuales mantuvieron una actividad más prolongada, para decaer en periodos sin precisar. Además de los yacimientos citados, cabe citar: Las Canteras I y II, El Almendral, Sanatorio, El Carpio, El Tejarejo, La Zarza, Las Castellanas, El Carvajal, Rancho de la Oliva, Cerro Coronel, Cerro de los Caracoles y La Salineta.